# Nina Derwael
Nina Derwael (født 26. marts 2000) er en belgisk gymnast, der konkurrerer i redskabsgymnastik.
Hun repræsenterede Belgien ved Sommer-OL 2016 i Rio de Janeiro, hvor hun blev nummer 12 i all-around holdkonkurrencen.
Under sommer-OL 2020 i Tokyo, som blev afholdt i 2021, blev hun nummer 8 i holdkonkurrencen og tog guld i forskudt barre.